# Blink-182
blink-182 (anteriorment coneguts com a Blink) és un grup de música happy punk del sud de Califòrnia formada el 1992 per Tom DeLonge i Mark Hoppus. Se'ls considera com els pioners de la revolució pop-punk post-grunge. El nom del grup de música generalment no porta majúscules (blink-182).

## Membres
blink-182 està format per tres membres, Thomas (Tom) Matthew DeLonge en la guitarra, Markus (Mark) Allan Hoppus tocant el baix, i Travis Landon Barker en la bateria. El grup és mundialment famós per les seues apegaloses melodies punk-pop així com pel seu satíric humor escatològic. blink-182 és un grup poc corrent entre les bandes punk (inclusivament les bandes pop-punk) per tocar cançons mogudes en una clau major, amb prominents harmonies i acords alts que generalment són mesclats digitalment per a obtindre un so molt més "net" en comparació a la majoria de les gravacions de punk rock, les quals generalment empren guitarres amb afinació especial, distorsió i una espentolada mescla anàloga per a obtenir l'efecte contrari. De manera semblant, el contingut líric de les seues cançons és humorista i comunament és alegre en contrast a les lletres malhumorades, introspectives, o amb enfurits comentaris polítics de les altres bandes punk; de totes maneres també tracten aquests temes en les seues cançons. Aquests aspectes de la seua música són tan aparents i particulars d'ells que a vegades es pot reconèixer un tema de blink-182 només per l'acord de guitarra del començament d'un tema.

## Història
El 1992, quan Mark es va mudar a San Diego a Califòrnia, li van presentar Tom, el qual buscava formar una banda. Aparentment ambdós es van fer millors amics de seguida, ja que tenien molts interessos i aspectes en comú. Per a acabar de formar la banda, van decidir que havien de buscar un bateria. Tom va descobrir un xic anomenat Scott Raynor en la seua escola, qui casualment tocava la bateria. Encara que Scott era un fan "religiós" de Metallica, va accedir a unir-se a la banda.
Després d'haver considerat un nombre de noms, com "Duct Tape" ("Cinta per a Canonades"), van acordar anomenar-se simplement 'blink'. Més tard se li van agregar els nombres 182 al final per a evitar conflictes legals amb un grup irlandesa del mateix nom.
A penes començant 1993, blink va llançar un EP conegut com a 'Flyswatter' (Matamosques). Aquest demo va ser gravat usant un boom box, és a dir un gravador casolà, en l'habitació de Scott, així s'explica la pobra qualitat del so. Abans del final d'aqueix any, el grup va realitzar una altra demo casset conegut com a 'Buddha'. Prop de 1000 còpies van ser fetes d'aquest casset, produïdes per Càrrec Filter Rècords. Al principi de 1994, Blink va llançar el seu primer àlbum de complet, el seu debut, anomenat 'Cheshire Cat', llançat amb Grilled Cheese Rècords. L'àlbum contenia diverses noves versions de les cançons que apareixien a ‘Buddha'.
Prompte després del llançament de 'Cheshire Cat', van ser amenaçats amb accions legals per un grup techno d'Irlanda amb el mateix nom. Per a evitar un llarg juí, van agregar els números 182 (One Eighty Two, en català «un huitanta-dos», encara que se li diu Cent Huitanta-dos) al final del seu nom. A pesar dels rumors que van sorgir per aqueix nombre, tots els membres del grup van deixar en clar que són totalment aleatoris, triats a l'atzar, i que no representen el nombre de vol d'un avió que es va estavellar en San Diego fa uns anys, o qualsevol altra de les teories. A causa del boom pop punk dels noranta, (gràcies a bandes com Green Day i The Offspring), blink-182 van firmar amb un segell major, MCA Rècords. Després de mudar-se a Encinitas, Califòrnia, el grup va gravar l'àlbum 'Dude Ranch' amb el productor Mark Trombino. L'àlbum va ser un èxit quan els dos singles 'Josie' i 'Dammit' van ascendir a la cima de les llistes d'èxits estatunidencs. Desafortunadament en 1998, va sorgir un contratemps dins de la banda. Scott, el qual tenia un seriós problema d'alcoholisme en aqueix llavors, va ser aparentment tirat del grup i sol·licitat que fera rehabilitació. Encara que alguns sospiten que va deixar blink-182 per a anar a la universitat i guanyar el seu títol, encara està poc clar què va passar exactament. Quan Scott va desaparèixer en la mitat d'un tour al llarg dels Estats Units, el grup va necessitar un bateria perquè el reemplaçara en un xou. Travis Barker, qui estava tocant amb el grup ‘The Aquabats', amb els quals blink-182 estava de gira, va decidir tocar per a ells aqueixa nit. Després d'aprendre's tots els temes de blink-182 en prop de 30 minuts i passant per tots els temes amb comoditat, Tom va decidir que Travis era just l'integrant que el grup estava necessitant i a Scott se li va demanar que deixara el grup.
1999 va veure el llançament del molt anticipat ‘Ènema Of The State'. El CD va ser reeixit, però Blink es va fer molt gran com a icona pop, en contra del que volien. MTV i TRL no paraven de rebre comandes gràcies als hits "What's My Age Again", "Adam's Song", i la inoblidable "All The Small Things". El so de "Enema Of The State" tenia arrels en el mateix gènere que les bandes pop-punk anteriors com NOFX, Green Day, i The Offspring, però eren més accessibles per a les ràdios i més pop, amb lletres a què més adolescents es podrien relacionar. Blink va perdre la majoria de la seua credibilitat en l'escena punk, i molts van començar a prendre'ls de "poseurs" (falsos) o "comercials", perquè van guanyar fans "teenyboppers" (adolescents consumistes) i compartien temps d'aire i popularitat amb Nsync, els Backstreet Boys, i molts altres artistes "pop"; encara que aquests mateixos eren als que criticaven en els seus vídeos i cançons. 2001 va veure com Blink va continuar el seu regnat com a reis del pop-punk, fent un altre àlbum "Take Off Your Pants and Jacket", que va seguir les mateixes fórmules bàsiques que "Ènema Of The State". El grup no va recuperar cap credibilitat, però el seu èxit en el món Rock & Pop era encara evident. En 2001, Blink va aparèixer en la portada de "CosmoGirl", i va guanyar un "Nickelodeon Kid's Choice Award". Aquestes dues coses van fer que la credibilitat punk de Blink decresquera molt més, però els projectes paral·leles de Tom DeLonge i Travis Barker (The Transplants (Travis Barker)) i Box car Racer (Tom DeLonge i Travis Barker) van fer que la seua credibilitat cresquera lentament.

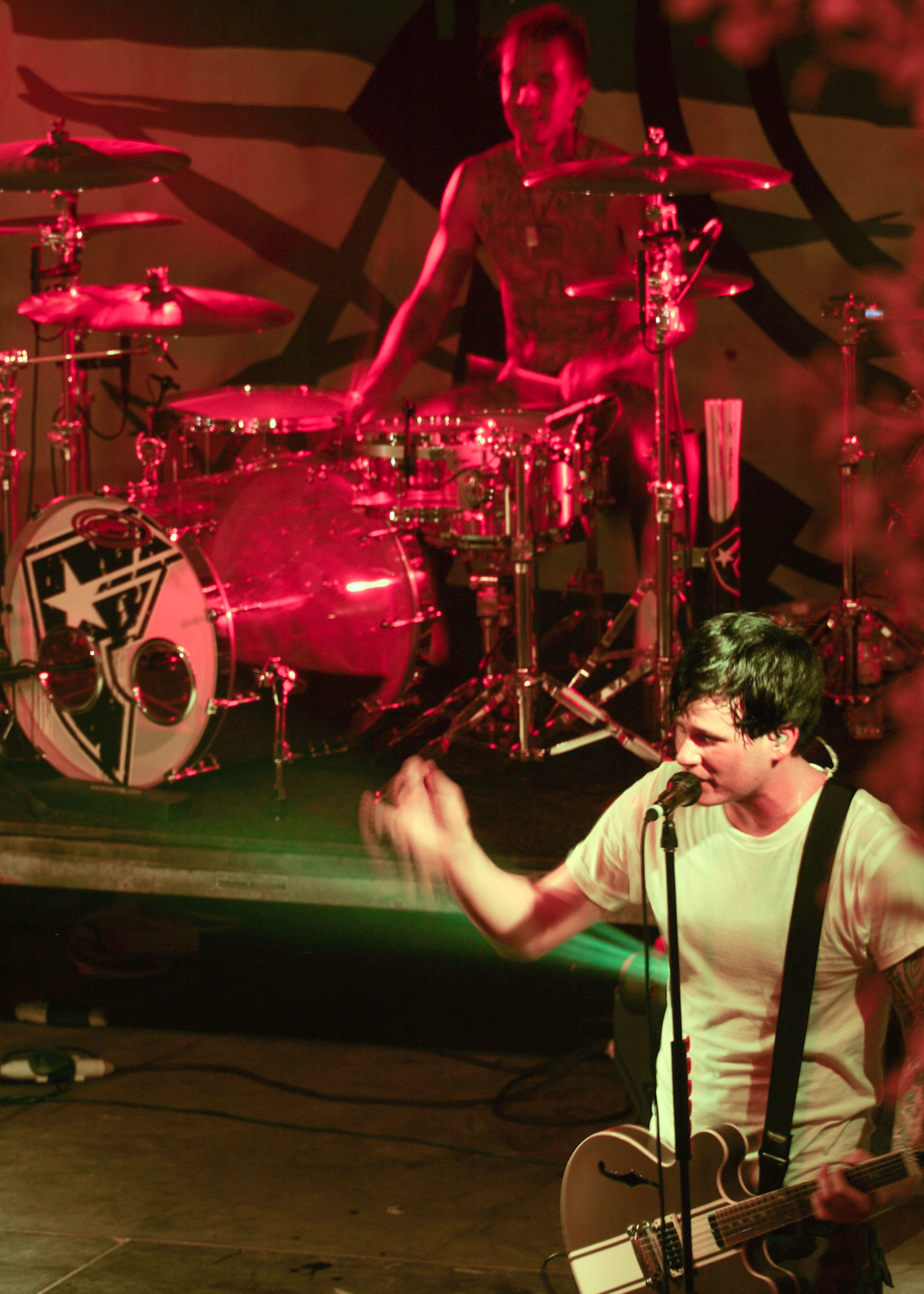
blink-182 en concert el 2003.

2003 va ser l'any en què Blink va recuperar la major part d'aqueixa credibilitat perduda. En 2002, bandes com Good Charlotte, New Found Glory, i Simple Plan van començar a seguir la mateixa ruta que Blink, qui mentre tocara música pop-punk continuarien sent reeixits en MTV i entre els oients pop. Açò va fer que la gent s'oblidara en part de l'impacte de blink-182 en el pop-punk, i s'enfocara en les bandes populars del moment. Mentrestant, blink-182 va fer el seu més seriós àlbum fins al moment, el seu cinquè disc no titulat, amb temes reeixits com "Feeling This", "I Miss You", "Down" i "Always". Si bé molta gent creu que l'àlbum té el nom de la banda, els membres del grup van confirmar que van deixar l'àlbum sense títol per a representar un Blink totalment nou. Representa un estil de música molt més profund que qualsevol altra creació que Blink haja fet, i els va fer guanyar molta més credibilitat en el rock modern, i així igual continuar sonant en les ràdios pop i MTV. Les crítiques van comparar el seu nou àlbum al llegendari àlbum de Pink Floyd, "Dark Side of the Moon" ("El costat fosc de la lluna") i van estimar el seu so com a semblant al de The Polze o U2, encara que els membres del grup van declarar que van prendre la gran part de la seua influència de The Cure, el vocalista Robert De La Qual Smith apareix en el tema "All of This" del seu últim treball. Els oients van cridar als acords més pesats i a les lletres més profundes. Açò li va obrir una porta a blink-182 cap a l'escena de la música hardcore. Un tour amb No Doubt va ser molt reeixit a mitjan 2004. Després d'aquesta jugada, van decidir prendre una molt anticipada gira a Irlanda i així visitar a les seues una vegada enemics, Blink.
El 21 de febrer de 2005, el grup va anunciar que no podrien tocar en el concert de "Music For Relief" a benefici de les mates del tsunami d'Àsia del Sud, en Anaheim, Califòrnia a causa de "inesperades circumstàncies". L'endemà va ser declarat en el lloc oficial del grup que ells prendrien un descans indefinit per a passar més temps amb els seus amics pròxims i els seus sers volguts. Aquesta declaració va ser retirada des de llavors.
Hi ha rumors que el grup es tornarà a ajuntar en els pròxims anys per a gravar. Travis Barker va confirmar durant una recent entrevista amb la ràdio KROQ de Los Angeles que efectivament s'estan prenent un descans de les seues activitats normals, i que s'estan enfocant en alguns projectes alterns, DeLonge va continuar dirigint vídeo clips musicals, Hoppus es va dedicar a produir discos (com el de Motion City Soundtrack "Commit This to Memory") i Barker va estar ocupat amb "The Transplants" i organitzant el Warped Tour de l'estiu del 2005.
Com ho van confirmar en una entrevista mantinguda amb Mark Hoppus, ell i Travis Barker estan treballant en un projecte altern anomenat Plus 44, en referència al codi de marcat internacional per a dirigir-se a Anglaterra, en el qual comptaran amb la participació de Carol Heller (del grup punk californiana Get the Girl). S'espera el llançament d'un disc per a la mitat del 2006.
Barker va ser entrevistat diverses vegades des de la decisió del descans. Ha donat moltes respostes variades que han confós els fans i als mitjans. En una entrevista recent amb la revista Drum! Magazín, Travis Barker va dir que el grup "probablement" faria un disc al gener del 2006. De totes les maneres, també va dir diverses vegades que blink-182 no existia més. L'agost del 2005 li va dir a la revista Kerrang: "Estar en els Transplants és un pas avant per a mi. Estic en un grup amb dos tipus que estimen fer música, i això és molt més que el que puc dir de blink-182 prop del final."
Informació sobre la causa de la separació va sorgir fa poc, amb Barker dient que DeLonge va ser la raó: "És només Tom que va decidir que no volia tocar aquest tipus de música i que volia tornar a sa casa, amb la seua família." L'últim que Barker va dir sobre la situació és: "Sóc només un terç de la banda. No sóc blink-182 jo a soles. Em referisc que no vull parlar d'això. L'única cosa que puc dir és que els poden fer les seues preguntes a altres dues persones." A més es va decidir el llançament d'un grans èxits l'1 de novembre del 2005, la qual cosa segons la seua opinió significa el final virtual de la banda. No obstant això, no hi ha comentaris dels altres membres o un anunci oficial sobre si el grup va deixar d'existir o no.
Tom DeLonge recentment va fer un anunci sobre la seua nova grup "Angels and Airwaves". En les entrevistes que se li van fer va comptar que és un altre tipus de música i que segons ell és "la major revolució del rock-n-roll d'aquesta generació", tot i que encara no s'han fet públiques cap de les gravacions. Aquest grup comptarà amb David Kennedy (que ja va estar amb en el Box Car Racer), Ryan Sinn (The Distillers) i Atom Willard (The Offspring).

## Discografia

### Àlbums d'estudi
1. Buddha (1993)
2. Cheshire Cat (1994)
3. Dude Ranch (1997)
4. Enema of the State (1999) 
  - The Mark, Tom, And Travis Show: The Enema Strikes Back (2000) (àlbum en directe)
5. Take off Your Pants and Jacket (2001)
6. blink-182 (sense títol) (2003)
7. Greatest Hits (2005)
8. Neighborhoods (2011)

### Singles
- Dude Ranch
  - Dammit
  - Josie
  - Dick Lips

- Enema Of the State
  - All the Small Things
  - What's My Age Again?
  - Adam's Song

- Enema Strikes Back (The Mark, Tom and Travis Show)
  - Man Overboard

- Take Off Your Pants and Jacket
  - First Date
  - The Rock Show
  - Stay Together for the Kids

- blink-182 (no titulat)
  - Feeling This
  - I Miss You
  - Down
  - Always

- Neighborhoods
  - Up All Night
  - Heart's all gone

### Cassettes Demo
- Flyswatter (1992)
- Demo sin nombre (1993)
- Buddha (1993)

### DVD relacionats amb el grup
- The Urethra Chronicles (2000) (Segell: MCA)
- Man Overboard/Adam's Song (2001) (Segell: MCA)
- The Urethra Chronicles II: Harder Faster Faster Harder (2002) (Segell: MCA)
- Riding In Vans With Boys (2004) (Segell: Resting Bird Entertainment)
- Greatest Hits (2005)

## Membres
| - Mark Hoppus – baix elèctric, veus (1992–2005; 2009–present) - Travis Barker – bateria, percussió (1998–2005; 2009–present) - Matt Skiba – guitarra, veus (2015–present) Anteriors - Scott Raynor – bateria, percussió (1992–1998) - Tom DeLonge – guitarra, veus (1992–2005; 2009–2015) | Membres anteriors de gira i de sessió de gravació - Cam Jones – baix elèctric (1993) - Mike Krull – bateria (1994) - Byron McMackin – bateria (1999) - Josh Freese – bateria (1999) - Damon DeLaPaz – bateria (1999; 2000) - Brooks Wackerman – bateria (1999; 2013) |

Línia temporal

## Projectes alternatius
- Box Car Racer
- The Transplants
- Plus 44
- Angels and Airwaves